# Obaga de la Torre de Senyús
L'Obaga de la Torre de Senyús és una obaga del terme municipal de Conca de Dalt, a l'antic terme d'Hortoneda de la Conca, al Pallars Jussà, en territori que havia estat de l'antic poble de Senyús.
Es troba al nord-est de la Torre de Senyús, a prop del límit municipal, i comarcal, nord, a l'esquerra del barranc de la Torre de Senyús. És a llevant de la Rebollera.